# Hans-Joachim Lindemann
Hans-Joachim Lindemann (* 11. Juni 1920 in Berlin; † 7. September 2012 am Starnberger See) war ein deutscher Gynäkologe und Geburtshelfer. Er galt als Nestor der Hysteroskopie.

## Leben und Wirken
Hans-Joachim Lindemann wurde in Berlin als Sohn eines Oberregierungsinspektors geboren und verbrachte dort auch seine Kindheit. 1939 legte er sein Abitur ab und begann ein Studium der Medizin an der Humboldt-Universität. Während des Krieges führte er sein Studium bis 1945 an den Universitäten in Greifswald und Rostock fort. Mit Abschluss des Studiums wurde er zum Dr. med. promoviert. Von 1945 bis 1951 absolvierte Lindemann seine Ausbildung zum Facharzt für Gynäkologie und Geburtshilfe in Hamburg am Allgemeinen Krankenhaus St. Georg, sowie am Krankenhaus Harburg. Seine klinischen Lehrer waren Ludwig Seitz, Rudolf Cordua und der als Gastarzt in Hamburg-Eppendorf und von 1955 bis 1989 in Berlin-Charlottenburg tätig gewesene Josef Nevinny-Stickel (* 1924).
1952 wurde Lindemann zum Chefarzt der geburtshilflich-gynäkologischen Abteilung am Diakonissen-Krankenhaus in Hamburg ernannt. Er leitete die Abteilung bis 1962. 1965 begann er eine Tätigkeit am Michaelis-Krankenhaus in Hamburg und übernahm nach der Umstrukturierung des Elisabethkrankenhauses in Hamburg eine Stelle als Chefarzt. 
Auf Anregung von Klaus Thomsen befasste sich Lindemann wissenschaftlich mit der Erforschung des Cavum uteri. Nach einer Diskussion auf dem Fertilitätskongress in Dubrovnik begann Hans-Joachim Lindemann ab 1969, sich intensiv mit der Hysteroskopie zu beschäftigen. Er übertrug dabei seine Erfahrungen mit der Laparoskopie auf die Untersuchung der Gebärmutterhöhle, die er ebenfalls mit Kohlendioxid aufdehnte. Dieses Verfahren wurde daher auch CO2-Hysteroskopie genannt. 
1975 habilitierte sich Hans-Joachim Lindemann an der Universität Hamburg und wurde 1980 zum Professor ernannt. Im gleichen Jahr gründete er mit Kurt Semm, Hans Frangenheim und Friedhelm Lübke die Deutsche Gesellschaft für Gynäkologische und Geburtshilfliche Endoskopie, die später in die Arbeitsgemeinschaft Gynäkologische Endoskopie e. V. (AGE) der Deutschen Gesellschaft für Gynäkologie und Geburtshilfe umgewandelt wurde. 1982 war Hans-Joachim Lindemann Gründungsmitglied der Europäischen Gesellschaft für Hysteroskopie und wurde deren erster Präsident.
Die Klinik am Elisabethkrankenhaus in Hamburg Lindemann leitete er bis zu seinem Ruhestand 1985.
2012 verstarb Hans-Joachim Lindemann im Alter von 92 Jahren an seinem Altersruhesitz am Starnberger See.

## Schriften (Auswahl)
Lindemann verfasste über 320 Publikationen in wissenschaftlichen Zeitschriften und hielt zahlreiche Vorträge.
- Hans-Joachim Lindemann, Adolf Gallinat: Atlas der Hysteroskopie: Untersuchungstechnik, Diagnostik, Therapie der Gebärmutterhöhle. Fischer-Verlag, Stuttgart 1980, ISBN 3-437-10610-4

## Ehrungen
- Honorary Member der American Association of Gynecologic Laparoscopists (1982)
- Ehrenmitgliedschaft der Arbeitsgemeinschaft Gynäkologische Endoskopie (AGE) der Deutschen Gesellschaft für Gynäkologie und Geburtshilfe[3] und der Norddeutschen Gesellschaft für Gynäkologie und Geburtshilfe (2003)[4]
- Ehrenmitgliedschaft zahlreicher internationaler Gesellschaften (u. a. in Polen, Tschechien, Spanien, der Slowakei und Indien)
- Ehrenpräsident der European Society of Hysteroscopy (1986)
- Ehrendoktor der Ernst-Moritz-Arndt-Universität Greifswald[5] und der Universität Poznań, Polen (1998)

Die Arbeitsgemeinschaft für gynäkologische Endoskopie (AGE) der Deutschen Gesellschaft für Gynäkologie und Geburtshilfe verleiht den Hans-Joachim-Lindemann-Preis für innovative klinische und experimentelle Arbeiten auf dem Gebiet der Hysteroskopie. Die Preisverleihung erfolgt jährlich anlässlich der Jahrestagung der AGE bzw. anlässlich der Tagung des Forums Operative Gynäkologie. Die Auszeichnung ist mit einer Urkunde und 2.000 Euro Preisgeld dotiert.